# Spilosoma robleti
Spilosoma robleti là một loài bướm đêm thuộc phân họ Arctiinae, họ Erebidae.